# جريمة في بيت الكاهن (مسرحية)
جريمة في بيت الكاهن (بالإنجليزية: Murder at the Vicarage)‏ هي مسرحية لعام 1949 تستند على رواية في عام 1930 بنفس الاسم كتبتها أجاثا كريستي. وقد كانت أجاثا كريستي متحمسة لحضور التدريبات وحضور العرض الأول وقد عُرضت لأول مرة في مسرح جديد في نورثهامبتون في 17 أكتوبر 1949 قبل أن ينتقل إلى مسرح في الجهة الغربية حيث تم الافتتاح في 16 ديسمبر 1949.

## طاقم التمثيل
- باربرا مولن بدور الآنسة ماربل
- جاك لامبرت بدور النائب البطريركي (القس ليونارد كليمنت)
- جنين غراهام بدور غريسيلدا (زوجته)
- مايكل نيويل بدور دينيس (ابن أخيه)
- بيتي سنكلير بدور ماري (الخادمة)
- مايكل دربيشاير بدور رونالد هاويس (الخوري)
- أندريا لي بدور ليتيس بروثيرو
- ميلدريد كوتيل بدور السيدة برايس ريدلي
- ألفايس مابين بدور آن بروثيرو
- ريجنالد تيت بدور لورنس ريدنج (فنان)
- فرانسيس روبرتس بدور الدكتور جون هايدوك
- ستانلي فان بيرز بدور المفتش سلاك